# Jocelyn Brando
Jocelyn Brando (n. 18 noiembrie 1919, San Francisco - d.27 noiembrie 2005, Santa Monica, California) a fost o actriță americană de film, teatru și televiziune. A fost sora mai în vârstă a actorului Marlon Brando.
A debutat în filmul de război China Venture (1953) (cu Edmond O'Brien și Barry Sullivan). Cel mai cunoscut rol al său de film este cel al văduvei Det. Sgt. Dave Bannion (Glenn Ford) din filmul noir The Big Heat (1953). A mai jucat în filme ca The Explosive Generation (1961), Bus Riley's Back in Town (1965),
Why Would I Lie? (1980) și Mommie Dearest (1981).

## Filmografie
- 1953 China Venture
- 1953 Marea lovitură (The Big Heat), regia Fritz Lang
- 1961 The Explosive Generation, regia Buzz Kulik
- 1965 Bus Riley's Back in Town, regia Harvey Hart
- 1966 Urmărirea (The Chase), regia Arthur Penn
- 1980 Why Would I Lie?, regia Larry Peerce
- 1981 Mommie Dearest, regia Frank Perry